# La Passion Van Gogh (film, 1993)
Pour les articles homonymes, voir Van Gogh (homonymie).
Pour plus de détails, voir Fiche technique et Distribution.
La Passion Van Gogh est un film franco-belge réalisé en 1988 par Samy Pavel et sorti en 1993.

## Synopsis
1890, une semaine après sa mort, la famille de Vincent van Gogh se retrouve et règle ses comptes.

## Fiche technique
- Titre : La Passion Van Gogh
- Titre original : La Veillée
- Réalisation : Samy Pavel
- Scénario : Samy Pavel, Armand Eloi et Jeanine Hebinck
- Photographie : Nino Celeste
- Décors : Emmanuelle Sage
- Costumes : Monica Mucha
- Son : Patrice Mendez
- Montage : Isabelle Dedieu
- Pays :  France -  Belgique
- Sociétés de production : Alain Keytsman Production - Héliopolis Films - Triplan Productions
- Genre : drame[1]
- Durée : 90 minutes
- Date de sortie :
  - France : 27 janvier 1993

## Distribution
- Irène Jacob : Johanna
- Jean-Pierre Lorit : Théo Van Gogh
- Philippe Volter : Aurier
- Maria Meriko : Moe Van Gogh
- Juliette Andréa Thierrée : Wilhelmine Van Gogh
- Idit Cebula : Élisabeth Van Gogh
- Nicole Riston : Anna
- Armand Eloi : le prêtre
- Tatiana Verdonik : Margot